# 3301 Jansje
3301 Jansje eller 1978 CT är en asteroid i huvudbältet som upptäcktes den 6 februari 1978 av Perth-observatoriet. Den är uppkallad efter astronomen Arie Verveer mor, Jansje Verveer.
Den tillhör asteroidgruppen Flora.